# László Gálffi

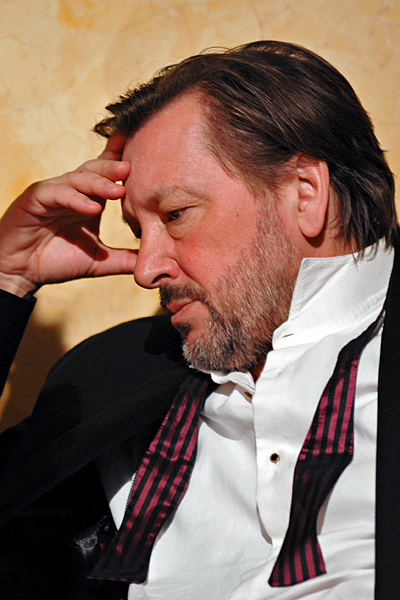
László Gálffi (2008)

László Gálffi (* 16. November 1952 in Budapest, Ungarn) ist ein ungarischer Schauspieler.

## Leben
László Gálffi beendete 1975 sein Schauspielstudium an der Budapester Színház- és Filmművészeti Egyetem. Anschließend war er bis 1999 als Schauspieler am Vígszínház angestellt. Parallel dazu debütierte er 1975 an der Seite von Éva Vándor und Róbert Koltai in János Zsombolyais Komödie Das Känguruh. Zu seinen bekanntesten Produktionen zählten anschließend die Miniserie Wagner – Das Leben und Werk Richard Wagners, Oberst Redl und Ein Hauch von Sonnenschein. Seit 1994 unterrichtet Gálffi an seiner alten Filmhochschule Schauspiel und hat seit 2008 die Stelle einer Assistenzprofessur inne.

## Filmografie (Auswahl)
- 1975: Das Känguruh (A Kenguru)
- 1977: Verlockung (Kísértés)
- 1980: Wer spricht denn hier von Liebe? (Ki beszél itt szerelemről?!)
- 1981: Das Herz des Tyrannen (A zsarnok szíve, avagy Boccaccio Magyarországon)
- 1981: Geliebte Anna (Anna)
- 1983: Hiobs Revolte (Jób lázadása)
- 1983: Wagner – Das Leben und Werk Richard Wagners
- 1985: Oberst Redl (Redl ezredes)
- 1986: Das Drama auf der Jagd (Dráma a vadászaton)
- 1999: 6:3 – Tuttis Traum (6:3, avagy játszd újra Tutti)
- 1999: Ein Hauch von Sonnenschein (The Taste of Sunshine)
- 2006: Férfiakt – Der nackte Junge (Férfiakt)
- 2024: Hunyadi – Aufstieg zur Macht (Rise of the Raven, Fernsehserie)